# Lydia Stephans
Lydia Rose Stephans (* 19. Oktober 1960 in Chicago, Illinois) ist eine ehemalige US-amerikanische Eisschnellläuferin.
Stephans Eisschnelllaufkarriere dauerte zwei Jahre, von 1983 bis 1984. Im ersten Jahr nahm sie an der Mehrkampfweltmeisterschaft in Chemnitz teil und erreichte im Kleinen Vierkampf den 21. Platz. Im gleichen Jahr startete sie ebenfalls bei der Sprint-WM in Helsinki und wurde dort 16. 1984 qualifizierte sie sich für die Olympischen Winterspiele in Sarajevo, wo sie im Wettkampf über 1000 Meter Rang 13 erreichte.
Nach ihrer aktiven Karriere arbeitete Stephans ab 1986 für ABC Sports und wurde die erste weibliche Vizepräsidentin des Fernsehsenders. Zuständig war sie für die Inhalte der Sendung Wide World of Sports. Des Weiteren zeichnete sie verantwortlich für NASCAR, Tennis und Golfveranstaltungen. 1999 wechselte Stephans als Präsidentin und Produktionsleiterin zu Oxygen Network um dieses aufzubauen. Nach drei Jahren ging sie zu MSG Network um dort ebenfalls als Programm- und Produktionsleiterin zu arbeiten. 2006 verließ Stephans MSG und gründete ihr eigenes Unternehmen Peace Tree Media.
Stephans hat die private National-Louis University besucht und 1982 mit einem Abschluss in Journalismus verlassen. Daran schloss sie ein Masterstudium an der Northwestern University an, welches sie 1985 erfolgreich beendete.

## Persönliche Bestzeiten
| Strecke | Zeit        | Datum           | Ort    |
| ------- | ----------- | --------------- | ------ |
| 500 m   | 42,79 s     | 28. Januar 1984 | Davos  |
| 1000 m  | 1:24,14 min | 22. Januar 1983 | Davos  |
| 1500 m  | 2:13,59 min | 19. Januar 1983 | Inzell |
| 3000 m  | 4:42,91 min | 29. Januar 1983 | Inzell |
| 5000 m  | 8:20,29 min | 6. Februar 1983 | Inzell |